# Chiusi della Verna
Chiusi della Verna  è un comune italiano di 1 899 abitanti della provincia di Arezzo in Toscana.
Situato nel territorio del Casentino, nel centro del Parco nazionale delle Foreste Casentinesi, Monte Falterona e Campigna, è il comune più elevato della Toscana ed è famoso per ospitare il santuario della Verna, dimora di San Francesco dove il santo ricevette le stigmate. Il santuario si trova sulla parte meridionale del monte Penna.

## Storia

### L'età etrusco-romana
Si formano gli insediamenti di Dama, Corezzo, Giampereta, Sarna, Fontechiara, Compito, Oci e Vignoli, dove sono stati effettuati ritrovamenti di sepolture. Nasce lo stesso Capoluogo, il cui nome deriva probabilmente dal termine latino Clau-Clusu, che indica la chiusura della vallata rispetto ai centri circostanti. Il territorio è percorso dalla Via Maior, che collega Arezzo con la Romagna, oltrepassando il Passo Serra dopo aver risalito il corso del torrente Corsalone.

### L'età medievale e le vie dei pellegrini
Sull'antico percorso romano si forma il tracciato della via Romea, seguito soprattutto dai pellegrini di origine germanica che andavano a Roma seguendo un tragitto alternativo alla via Francigena, spostata più verso ovest. Esso fu attivo sicuramente per tutto il periodo dal XII al XIV secolo ed in particolare in occasione degli anni del Giubileo, la ricorrenza cristiana istituita nel 1300 da papa Bonifacio VIII. Imponente era il numero dei pellegrini di ogni ceto e nazionalità che percorrevano la Romea provenendo, oltre che dall'area tedesca, da quella scandinava, baltica, slava e dalla stessa Inghilterra.
La via entrava in Italia dal Brennero, attraversava quindi il Veneto e la Romagna fino a Forlì e Bagno di Romagna, passando l'Appennino ed entrando nel territorio casentinese per il passo Serra a circa 1150 metri di altitudine.
La parte iniziale del tragitto casentinese si snodava attraverso l'alto corso del Corsalone, nel territorio della Vallesanta, dove sono ancora individuabili alcuni tratti del selciato medievale, in parte danneggiato o asportato. La strada toccava poi vari nuclei abitati o castelli, passando per Corezzo, Frassineta, Pezza, come ci testimoniano le notizie relative ai numerosi Spedali, le strutture che sorgevano proprio lungo le principali vie di comunicazione per accogliere i pellegrini, i viandanti o comunque tutti coloro che avevano bisogno di cure e di riposo.
Altro nucleo toccato dalla Romea nel territorio di Chiusi era Sarna, da dove la strada proseguiva oltrepassando Rosina, Chitignano, Poggio d'Acona, Valenzano ed infine Subbiano e Arezzo. Da qui proseguiva per Orvieto e quindi per Roma.
Risale al periodo medievale anche l'origine di molti centri del territorio chiusino, come Caggio, La Rocca, Corezzo. La data più antica in cui si ha notizia di Chiusi è il 967, anno in cui il castello e il feudo circostante, che comprendeva le comunità di Verghereto, Pieve Santo Stefano, Badia Tedalda, Sarna, Compito, Vezzano e Chitignano, erano stati affidati a Goffredo del fu Ildebrando di Catenaia dall'imperatore Ottone I di Germania. Su questo feudo, nel 1261, rivendicò la propria sovranità Guglielmino degli Ubertini, lasciando ai fratelli Orlando, Alberto e Niccolò di Catenaia il solo dominio sul castello di Chiusi.

### Il conte Orlando e il monte della Verna

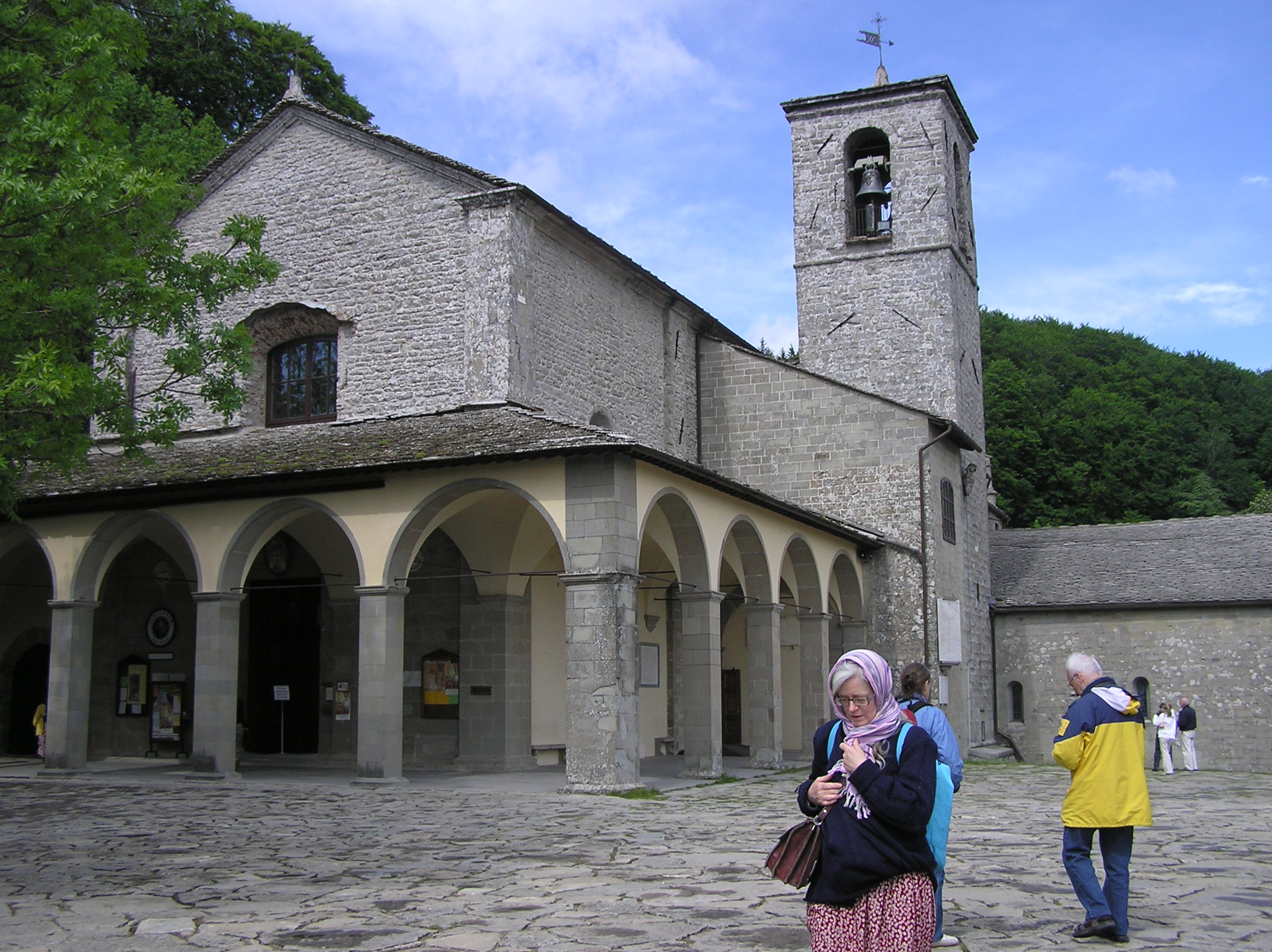
Il santuario della Verna

Ai di Catenaia è legato un episodio significativo nella storia del territorio chiusino: la donazione a Francesco d'Assisi del monte della Verna da parte del conte Orlando, avvenuta nel 1213 dopo il loro incontro nel castello di San Leo. Da allora, Francesco si recò più volte alla Verna con i suoi fratelli, fino al 1224 quando vi ricevette le stimmate. A ricordo della capanna di frasche in cui il Santo viveva durante i suoi soggiorni, alla fine del XIV secolo la contessa Caterina Tarlati fece erigere la cappella di Santa Maria Maddalena, all'interno della quale è ancora conservata la pietra su cui sedette Gesù quando apparve al Santo di Assisi.
Dalla costruzione delle prime celle per i frati all'edificazione globale del Convento, La Verna è stata al centro di molte vicissitudini del territorio di Chiusi; nel 1440 il luogo venne invaso dalle truppe di Niccolò Piccinino alla ricerca di viveri, mentre nel 1498, in un momento particolarmente doloroso per l'Italia centro settentrionale, il condottiero veneto Bartolomeo d'Alviano, sostenuto dai Medici in esilio contro la Repubblica Fiorentina, occupò il Convento con 150 cavalli e circa 800 fanti, devastandolo completamente ed interrompendone la ricostruzione messa in atto dopo l'incendio di venti anni prima.

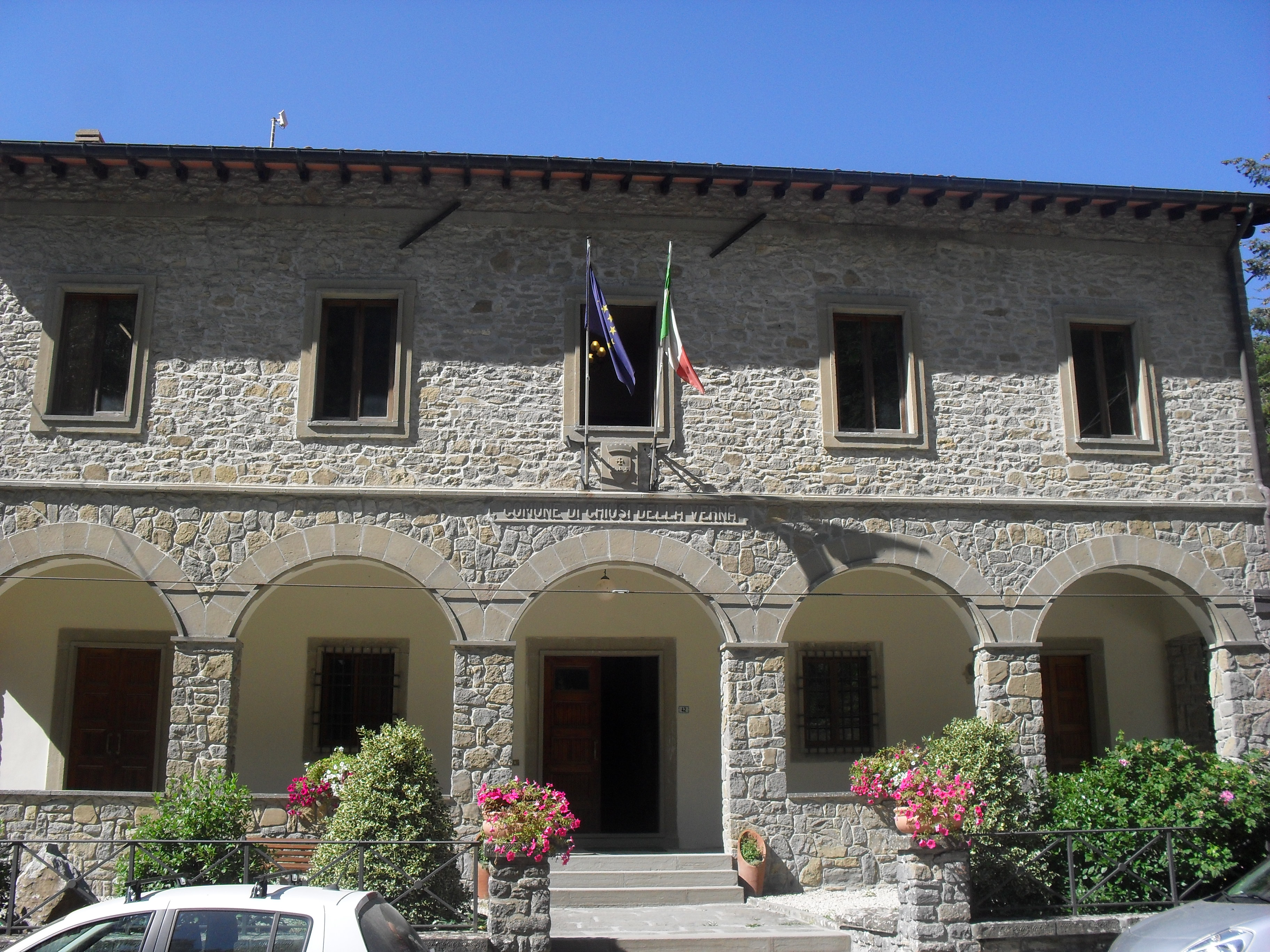
Facciata del palazzo del comune.

### L'età moderna
-1551, Censimento Mediceo: la comunità di Chiusi risulta nel suo complesso abbastanza vitale dal punto di vista economico ed ancora abbastanza abitata, nonostante che quasi tutta l'area casentinese vada soggetta ad un certo spopolamento. Globalmente vi si registrano 2 059 abitanti, con 528 anime a Montefatucchio, 454 a Chiusi e 319 a Corezzo. 
-1745, Censimento Lorenese: possiamo renderci conto di come in totale fossero diminuiti gli abitanti dell'area comunale, passando da 2 059 a 1 640. Più tardi, alla data di attivazione del Catasto ottocentesco, il loro numero era nuovamente aumentato (1 777) e all'indomani dell'Unità d'Italia era salito a 2 496 unità. 
-1776, con il riordino amministrativo di Pietro Leopoldo viene soppressa l'antica Podesteria e il “comunello” è unito ad altre tredici località vicine in un unico distretto amministrativo. Nel 1838 il Comune di Chiusi viene trasferito all'Ufficio del Censo di Bibbiena e la comunità da questo momento prende a chiamarsi Chiusi in Casentino.
Durante la seconda guerra mondiale, nel periodo dell'occupazione tedesca e della Repubblica Sociale Italiana, dal settembre 1943 al settembre 1944, nella frazione di Giampereta, gli agricoltori Francesco ed Emilia Ciuccoli (riconosciuti nel 2002 "giusti tra le nazioni") fornirono rifugio ai cinque membri di una famiglia ebrea fiorentina, i Franchetti, che vi avevano trovato alloggio grazie al sostegno di alcuni frati francescani del vicino Santuario della Verna. Di segno opposto fu invece l'esperienza di un'altra famiglie ebrea fiorentina, i Lusena, la quale, giunta nella frazione di Biforco per sfuggire alle persecuzioni razziali e caduta nelle mani di profittatori, presa dalla disperazione scelse il suicidio il 17 dicembre 1943.. Chiusi della Verna fu anche luogo di una rappresaglia nazista (14-15 giugno 1944) in cui furono uccise 12 persone inclusi il parroco, don Raffaello Pericchi, e suor Maria Bindi.

## Monumenti e luoghi d'interesse

### Architetture religiose
- Chiesa di San Michele Arcangelo
- Santuario di San Francesco alla Verna
- Chiesa di San Martino di Compito
- Chiesa di Sant'Agata alla Rocca di Rocca
- Chiesa di Santa Maria di Vezzano
- Chiesa di San Michele Arcangelo a Biforco dalla quale proviene una tela di Giovanni Martinelli con la Madonna del Rosario tra i santi Domenico, Francesco, Caterina d'Alessandria, Lucia e Giuseppe, del 1647, oggi collocata nel castello dei conti Guidi di Poppi[7].

### Architetture civili
- Rocca del Cassero
- Fontana Campari dello scultore Giuseppe Gronchi (1930-32)

## Società

### Evoluzione demografica
Abitanti censiti

### Etnie e minoranze straniere
Secondo i dati ISTAT al 31 dicembre 2009 la popolazione straniera residente era di 167 persone. Le nazionalità maggiormente rappresentate in base alla loro percentuale sul totale della popolazione residente erano:
- Romania 61 2,91%
- Germania 47 2,24%

## Geografia antropica

### Frazioni
Biforco, Compito, Corezzo, Corsalone, Dama, Case Nuove, Frassineta, Serra, Gargiano, Giampereta, La Beccia,  La Rocca, La Verna, Rimbocchi, Sarna, Val della Meta, Vallebona, Vezzano.

## Amministrazione
Di seguito è presentata una tabella relativa alle amministrazioni che si sono succedute in questo comune.
| Periodo           | Periodo          | Primo cittadino   | Partito                                                        | Carica  | Note  |
| ----------------- | ---------------- | ----------------- | -------------------------------------------------------------- | ------- | ----- |
| 23 settembre 1985 | 27 giugno 1990   | Angiolo Pietrini  | Partito Comunista Italiano                                     | Sindaco | [ 9 ] |
| 27 giugno 1990    | 10 novembre 1992 | Angiolo Pietrini  | Partito Comunista Italiano, Partito Democratico della Sinistra | Sindaco | [ 9 ] |
| 10 novembre 1992  | 24 aprile 1995   | Claudio Tellini   | Partito Socialista Italiano                                    | Sindaco | [ 9 ] |
| 24 aprile 1995    | 14 giugno 1999   | Claudio Tellini   | centro                                                         | Sindaco | [ 9 ] |
| 14 giugno 1999    | 14 giugno 2004   | Claudio Tellini   | lista civica                                                   | Sindaco | [ 9 ] |
| 14 giugno 2004    | 8 giugno 2009    | Umberto Betti     | Democrazia è Libertà - La Margherita                           | Sindaco | [ 9 ] |
| 8 giugno 2009     | 26 maggio 2014   | Umberto Betti     | lista civica Insieme per Chiusi della Verna                    | Sindaco | [ 9 ] |
| 26 maggio 2014    | 27 maggio 2019   | Giampaolo Tellini | lista civica Chiusi della Verna                                | Sindaco | [ 9 ] |
| 27 maggio 2019    | 10 giugno 2024   | Giampaolo Tellini | lista civica In cammino per Chiusi della Verna                 | Sindaco | [ 9 ] |
| 10 giugno 2024    | in carica        | Giampaolo Tellini | lista civica In cammino per Chiusi della Verna                 | Sindaco | [ 9 ] |

### Gemellaggi
- Helmstadt
- Serravalle, dal 1954
- Amatrice, dal 2017[10]
- Greccio, dal 2017